# Орлов, Владимир Митрофанович
Влади́мир Митрофа́нович Орло́в (15 июля (3 июля по старому стилю) 1895, Херсон, Российская империя— 28 июля 1938) — советский военно-морской деятель, командующий Морскими силами Чёрного моря, начальник Морских сил РККА, флагман флота 1-го ранга (20 ноября 1935 года). Член Реввоенсовета СССР, член Военного совета при наркоме обороны СССР.

## Биография
Родился в Херсоне в семье директора гимназии. Учился на юридическом факультете Петербургского университета, но не окончил. В 1916 году призван на Балтийский флот, окончил школу мичманов (1917 год). В 1917—1918 годах — вахтенный начальник крейсера «Богатырь». В начале 1918 года был также председателем судового комитета этого крейсера, участвовал на нём в Ледовом походе Балтийского флота. В 1918 году вступил в РКП(б). В 1919—1920 годах начальник политотдела Балтийского флота, участвовал в боях против войск Юденича. В 1920 году — начальник политуправления Морских сил Чёрного и Азовского морей.
В 1920—1921 годах — заместитель начальника Главного политического управления водного транспорта, руководил его восстановлением. С декабря 1921 года — помощник начальника Политуправления Реввоенсовета (РВС) по морской части и начальник Морского отдела Республики. С марта 1923 года — начальник и комиссар военно-морских учебных заведений.
С октября 1926 по июнь 1931 года — командующий Морскими силами Чёрного моря.
С июля 1931 года — начальник Морских сил РККА. В 1931—1934 годах член РВС СССР. С 27 января 1937 года одновременно заместитель наркома обороны СССР по Морским силам.

### Арест и расстрел
10 июля 1937 года арестован. На следствии подвергался пыткам и избиениям со стороны следователя З. М. Ушакова, не выдержав которых, подписал признательные показания о своём участии «в шпионской, террористической и диверсионной работе». Военной коллегией Верховного Суда СССР 28 июля 1938 года приговорён к смертной казни. Расстрелян в тот же день. Через месяц, 26 августа 1938 года, была приговорена к высшей мере наказания и расстреляна его жена Валентина Александровна Орлова.
Реабилитирован 23 июня 1956 года.

## Награды
- Орден Красного Знамени (23.02.1928[2])
- Орден Красной Звезды (1935)